# Ángulo horario

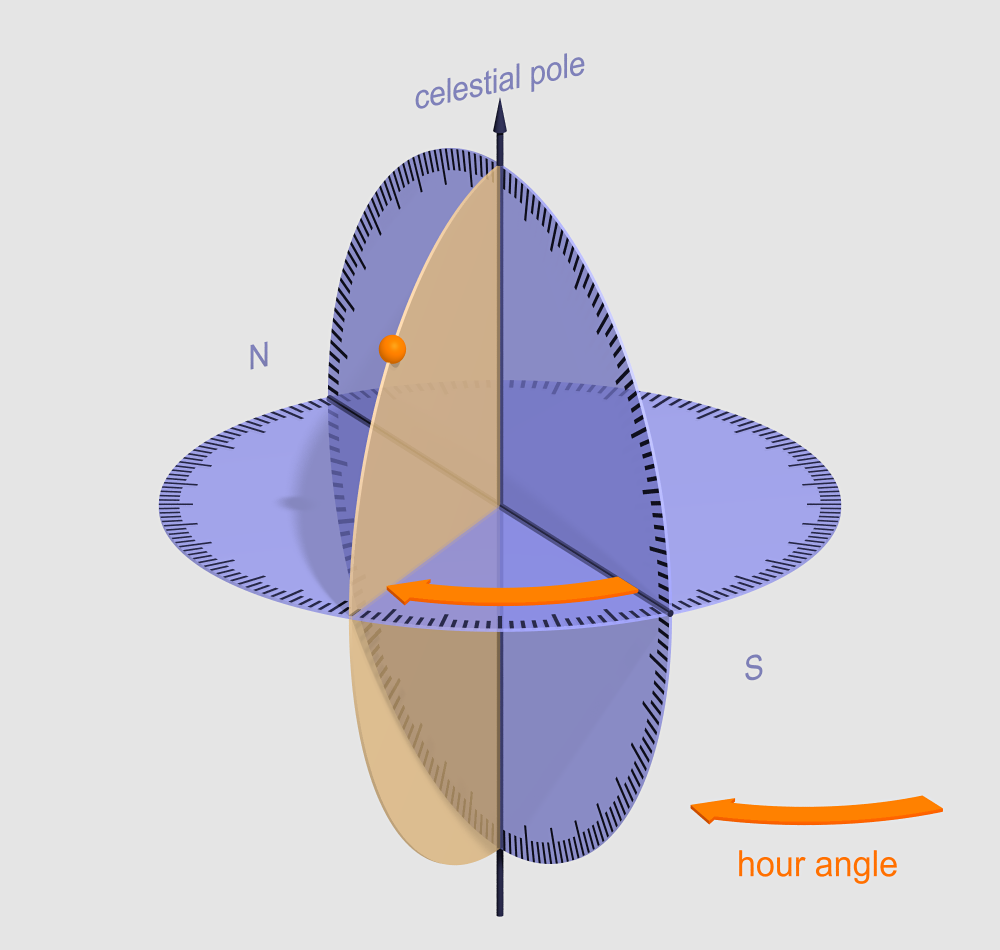
Ángulo horario.

En astronomía, el ángulo horario es el arco de ecuador contado desde el punto de intersección del ecuador con el meridiano del observador hasta el círculo horario del astro, en sentido horario, el del movimiento aparente de la bóveda celeste. Aunque se podría medir en grados, para su medida se usa la hora, unidad que equivale a 15°.
Así, si un objeto tiene un ángulo horario de 2,5 horas, ha transitado por el meridiano local hace 2,5 horas, y está actualmente a 37,5 grados oeste del meridiano. Los ángulos horarios negativos indican el tiempo que falta hasta el siguiente tránsito por el meridiano local. Por supuesto, un ángulo horario de 0 significa que el objeto está en el meridiano local.
La siguiente fórmula permite calcular el ángulo horario (HOR) mediante el Tiempo Sideral Local(TSL) del lugar y la Ascensión Recta(AR) del objeto:

El ángulo horario del Sol (ω) indica el desplazamiento angular del Sol sobre el plano de la trayectoria solar. Se toma como origen del ángulo el mediodía solar y valores crecientes en el sentido del movimiento del Sol. Cada hora corresponde a 15° (360°/24horas).
Conocida la hora solar y sabiendo que el origen de coordenadas se encuentra en el meridiano local y que una hora solar corresponde a 15°
{\displaystyle \omega ={(hora\ solar-12)}*{15^{\circ }}}
Los ángulos con valor negativo indican que el Sol todavía no ha llegado al meridiano local.
Los ángulos con valor positivo indican que el Sol ya pasó por el meridiano local.